# Magnetic Flip
Magnetic Flip is het debuutmuziekalbum op elpee van de Amerikaanse band Birdsongs of the Mesozoic. Het was hun eerste en enige elpee (daarna kwam de muziek alleen uit op compact disc).
De ontvangst van hun debuut-ep was dermate goed, dat ze met de band verder konden. Dat de aspiraties hoog waren bleek uit het feit dat men een bewerking maakte van Le Sacre du printemps van Igor Stravinsky en zich daar volledig aan vertilden (2008-inzicht). Binnen de fans van de band, viel de bewerking juist uitstekend. Gezien het feit dat de band haar oorsprong vond in de punkbeweging was dat niet opzienbarend.

## Musici
- Roger Miller: piano, Yamaha CP-78, orgel en percussie
- Erik Lindgren: synthesizers (minimoog, memorymoog), ritmemachine en percussie
- Rick Scott: Farfisa, synthesizer, piano en percussie
- Martin Swope: gitaar en percussie aangevuld met
- Steve Adams, Allan Chase, Tom Hall en Cerdie Miller; saxofoon op (3) en (8)
- Steve Adams; saxofoon op (9).
- Taki; slagwerk op (1) en percussie op (9)

## Composities
1. Shiny golden snakes (3:07)
2. Ptoccata (3:23)
3. Delen van Le Sacre du printemps / The Rite of Spring (6:50)
4. International tours (2:54)
5. Terry Rileys house (4:03)
6. Theme from Rocky and Bullwinkle (1:30)
7. The tyger (2:28)
8. The fundamental (2:51)
9. Bridge underwater (5:28)
10. Chén/The arousing (2:13)
11. Final motif (4:02)

Het album was al tijden niet meer verkrijgbaar en zeker niet meer vanaf het begin van de cd. In 2008 wordt het uitgegeven op Dawn of the Cycads, een verzamelalbum van alle vier de titels op Ace of Hearts.